# Alan Crosland
Alan Crosland (Nova York, 10 d'agost de 1894 - Hollywood, 16 de juliol de 1936) va ser un actor i director de cinema estatunidenc.

## Biografia
Nascut a la Ciutat de Nova York, d'una família acomodada, Alan Crosland va anar al Dartmouth College. Després de graduar va agafar una feina com a escriptor a la revista New York Globe. Interessat en el teatre, va començar a actuar a l'escena i va tenir uns papers en produccions amb l'actriu shakespeariana Annie Russell (1864-1936).
Crosland va començar la seva carrera en la indústria del cinema el 1912 als Edison Studios al barri d'El Bronx a la ciutat de Nova York on treballava en diverses feines durant dos anys fins que va aprendre el negoci prou bé per poder dirigir pel·lícules curtes. El 1917 estava dirigint pel·lícules de llargmetratge i el 1920 va dirigir Olive Thomas a The Flapper una de les seves últimes pel·lícules abans de la seva mort el setembre d'aquell any.
El 1925 Crosland treballava per la companyia de Jesse L. Lasky quan va ser contractat per Warner Bros per treballar als seus estudis de Hollywood. N'havia dirigit unes quantes pel·lícules mudes per la Warner, incloent-hi dos amb l'estrella John Barrymore, que va ser triat per dirigir Al Jolson a The Jazz Singer de 1927. La pel·lícula el faria famós per ser la primera de les noves pel·lícules sonores que canviaria el curs del cinema.
Alan Crosland va morir el 1936 als 41 anys després d'un accident de circulació al Sunset Boulevard a Los Angeles. VA ser sebollit al Cementiri de Hollywood Forever. La seva tomba va romandre no marcada durant 67 anys fins que The Hollywood Underground li va posar una làpida el 2003.
El seu fill Alan Crosland, Jr. (1918-2001) també va tenir una carrera reeixida com a director de televisió.

## Filmografia (director)
- The Fear Market (1916)
- Kidnapped (1917)
- The Light in Darkness (1917)
- Chris and His Wonderful Lamp (1917)
- Knights of the Square Table (1917)
- The Little Chevalier (1917)
- The Story That the Keg Told Me (1917)
- The Apple-Tree Girl (1917)
- Friends, Romans and Leo (1917)
- The Unbeliever (1918)
- The Whirlpool (1918)
- The Country Cousin (1919)
- Jennie (1920)
- Greater Than Fame (1920)
- Youthful Folly (1920)
- The Flapper (1920)
- The Point of View (1920)
- Everybody's Sweetheart (1920)
- Broadway and Home (1920)
- Worlds Apart (1921)
- Is Life Worth Living? (1921)
- Room and Board (1921)
- Shadows of the Sea (1922)
- Why Announce Your Marriage? (1922)
- The Prophet's Paradise (1922)
- The Snitching Hour (1922)
- Slim Shoulders (1922)
- The Face in the Fog (1922)
- Enemies of Women (1923)
- Under the Red Robe (1923)
- Three Weeks (1924)
- Miami (1924)
- Unguarded Women (1924)
- Sinners in Heaven (1924)
- Contraband (1925)
- Compromise (1925)
- Bobbed Hair (1925)
- Don Juan (1926)
- When a Man Loves (1927)
- The Beloved Rogue (1927)
- Old San Francisco (1927)
- The Jazz Singer (1927)
- Glorious Betsy (1928)
- The Scarlet Lady (1928)
- On with the Show! (1929)
- General Crack (1930)
- The Furies (1930)
- Song of the Flame (1930)
- Big Boy (1930)
- Viennese Nights (1930)
- Captain Thunder (1930)
- Children of Dreams (1931)
- The Silver Lining (1932)
- Week Ends Only (1932)
- Hello, Sister (1933)
- Massacre (1934)
- Midnight Alibi (1934)
- The Personality Kid (1934)
- The Case of the Howling Dog (1934)
- The White Cockatoo (1935)
- It Happened in New York (1935)
- Mister Dynamite (1935)
- Lady Tubbs (1935)
- King Solomon of Broadway (1935)
- The Great Impersonation (1935)